# Discovery-program
A Discovery-program keretében a NASA olyan olcsó és gyorsan kivitelezhető űrszondákat indít (illetve más országok szondáira műszereket fejleszt), melyek a lehető legtöbb információt tudják összegyűjteni a célégitestről. Az űrszondákat Delta II rakétával indítják a floridai Cape Canaveralból.
A programot 1992-ben hirdették meg az akkori NASA-igazgató, Daniel Goldin „gyorsabban, jobban, olcsóbban” elképzelése szerint.

## Küldetések
A Discovery-program küldetései időrendi sorrendben:
|    | Név                          | Indítás              | Küldetés | Eredmény/Küldetés vége              | Kép |
| -- | ---------------------------- | -------------------- | --- | ----------------------------------- | --- |
| 1  | NEAR Shoemaker               | 1996. február 17.    | Vizsgálta a 253 Mathilde és a 433 Eros kisbolygót. Pályára állt az Eros körül, majd leszállt rá. | sikeres 2001. február 28.           |     |
| 2  | Mars Pathfinder              | 1996. december 4.    | Leszállt a Marsra. Magával vitte a Sojourner nevű kis marsautót. | sikeres 1998. március 10.           |     |
| 3  | Lunar Prospector             | 1998. január 7.      | Pályára állt a Hold körül. | sikeres 1999. július 31.            |     |
| 4  | Stardust                     | 1999. február 7.     | Mintát vett a Wild-2 üstökös csóvájából, a mintát tartalmazó kapszula visszatért a Földre. Az anyaszonda napkörüli pályára állt. | sikeres 2011. március 24.           |     |
| 5  | Genesis                      | 2001. augusztus 8.   | Mintát gyűjtött a napszél részecskéiből, de a visszatérő kapszula ejtőernyője nem oldott ki, és becsapódott. Sikerült megmenteni a minta egy részét, amivel el lehetett kezdeni a vizsgálatokat.                                                                          | részleges siker 2004. szeptember 8. |     |
| 6  | CONTOUR                      | 2002. július 3.      | Az Encke és a Schwassmann-Wachmann 3 üstökösöket közelítette volna meg. Indítás után szétesett. | sikertelen 2002. augusztus 15.      |     |
| 7  | MESSENGER                    | 2004. augusztus 3.   | A Merkúr bolygó első műholdja. | sikeres 2015. április 30.           |     |
| 8  | Deep Impact                  | 2005. január 12.     | Egy becsapódó szondát juttatott el a Tempel-1 üstökös magjába. 2007-ben kezdődött az EPOXI kiterjesztett program. | sikeres 2013. szeptember 20.        |     |
| 9  | Dawn                         | 2007. szeptember 27. | A két legnagyobb aszteroidát, a Cerest és a Vestát vizsgálta. | sikeres 2018. október 31.           |     |
| 10 | Kepler űrtávcső              | 2009. március 7.     | Exobolygók után kutatott fedési módszerrel, az égbolt egy előre kiválasztott területén, a Hattyú és a Lant csillagképek határán. | sikeres 2018. október 30.           |     |
| 11 | Lunar Reconnaissance Orbiter | 2009. június 18.     | Hold körüli poláris pályán keringő szonda, későbbi emberes Hold-küldetések előkészítése céljából. | jelenleg is tart                    |     |
| 12 | GRAIL                        | 2011. szeptember 8.  | Hold körüli pályáról vizsgálta a Hold gravitációs mezejét. | sikeres 2012. december 17.          |     |
| 13 | InSight                      | 2018. május 5.       | Mars-szonda a bolygó belső szerkezetének és szeizmikus aktivitásának kutatására. | jelenleg is tart                    |     |
| 14 | Lucy                         | 2021. október 16.    | Egy főövi aszteroidán kívül a Jupiter trójai kisbolygói közül fog felkeresni a tervek szerint hetet. | jelenleg is tart                    |     |
| 15 | Psyche                       | 2023. október 5.     | A fémes összetételű 16 Psyche kisbolygót fogja felkeresni. | tervezett                           |     |
| 16 | MEGANE                       | 2024. szeptember     | Spektrometriai eszköz, amelyet a NASA a Japán Űrügynökség által a Mars holdjaihoz küldendő Mars Moons eXploration (MMX) szondán helyez el. | tervezett                           |     |
| 17 | DAVINCI                      | 2029                 | A szonda feladata, hogy a Vénusz atmoszférájában a nemesgáztartalom és egyéb légköri elemek vizsgálatával segítsen modellt felállítani arra a folyamatra, amely a bolygón az elszabadult üvegházhatáshoz vezetett. A másik fő cél a felszín nagy felbontású fényképezése. | tervezett                           |     |
| 18 | VERITAS                      | 2029                 | A Vénusz körül keringő szonda nagy felbontású 3D radartechnológia és közeli infravörös spektroszkópiai eljárás segítségével térképezi fel a bolygó felszínét és vizsgálja geodinamikai tulajdonságait.                                                                    | tervezett                           |     |

## Más programokhoz kapcsolódó küldetések
- ASPERA-3 „Discovery Mission of Opportunity”, a NASA által kifejlesztett berendezés. Segítségével a napszél és a Mars atmoszférája közötti összefüggést tanulmányozzák. Az Európai Űrügynökség Mars Express nevű űrszondáján jutott el a Mars közelébe.
- Moon Mineralogy Mapper[5] egy újabb, NASA által kifejlesztett szerkezet, az ISRO Csandrajáan–1 nevű űrszondájának egyik műszere.